# Francesco Candelli
Francesco Candelli (Taranto, 5 dicembre 1921 – 13 febbraio 1993) è stato un politico e operaio italiano.

## Biografia
Nel 1953 fu deputato, eletto nel collegio di  Lecce per una legislatura,  precedentemente svolgeva il lavoro di tornitore .
Nel suo mandato si distinse nel portare alla camera i problemi degli abitanti della Provincia di Taranto.Fu il primo firmatari di una proposta di legge per il risanamento della Città vecchia di Taranto.